# Reasentamiento involuntario
El reasentamiento involuntario se da cuando, a causa de la construcción de obras de ingeniería, convenientes para una gran parte de la población, algunas familias se ven perjudicadas, pues sus viviendas son afectadas por las obras y deben trasladarse a otro sitio.
Puede tener consecuencias traumáticas para la vida de aquellos que viven en la zona de influencia de proyectos de infraestructuras a gran escala. Constituye una ruptura repentina de la continuidad del tejido social y puede tener como resultado el empobrecimiento de la población reubicada. Los cambios que causa se pueden distinguir de los procesos de desarrollo normales ya que desbarata los patrones de asentamiento y las formas de producción, desorganiza las redes sociales y reduce la sensación de control sobre su vida que tiene la gente. Puede constituir una amenaza para su identidad cultural y causar graves problemas de salud. A las dificultades que entraña el desplazamiento de grupos sociales, se suman las que conlleva su reasentamiento en nuevos lugares y el restablecimiento de sistemas económicos y sociales sostenibles.
El reasentamiento, cuando está mal planificado o no se ejecuta adecuadamente, constituye siempre un importante costo adicional para el proyecto principal y puede tener efectos a largo plazo para la población afectada y para la región aledaña. Puede causar resistencia local y tensión política, así como importantes demoras en la ejecución del proyecto, cuyos resultados son sobrecostos, menores beneficios del proyecto y, en casos extremos, incluso la suspensión de éste. Este costo adicional casi siempre es mayor que la inversión que habría sido necesaria para planificar y ejecutar un programa de reasentamiento aceptable.
Los organismos financieros internacionales, como el Banco Interamericano de Desarrollo o el Banco Mundial, considera el reasentamiento involuntario de personas afectadas por proyectos de desarrollo, como una situación a ser evitada en lo posible y minimizada en todos los casos, y cuando es inevitable, que ese reasentamiento involuntario se transforme en una oportunidad para el desarrollo de las personas afectadas.
Por otro lado, el reasentamiento involuntario se lo debe considerar como parte integrante de los estudios de impacto ambiental, visto que afecta profundamente las variables ambientales de carácter social.

## Análisis del riesgo
El empobrecimiento es el riesgo más grave a que hacen frente las poblaciones desplazadas. El empobrecimiento puede obedecer a diversos factores, entre ellos:
- la pérdida de oportunidades de empleo puede afectar a grupos distintos de los que pierden la vivienda. Los artesanos o los dueños de negocios pequeños que vivan fuera de la zona inmediatamente afectada pueden perder su medio de vida. En los proyectos urbanos de reubicación, algunos grupos quedarán sin acceso a sus fuentes de ingresos si son trasladados a un lugar demasiado distante del centro de la ciudad donde tenían empleo o se dedicaban a actividades en el sector informal.

- la marginalización, o movilidad social hacia abajo, ocurre cuando los hogares no pueden recuperar plenamente su capacidad económica y ello puede ser resultado de la pérdida parcial de propiedades, la pérdida de acceso a clientes y mercados o una compensación insuficiente.

- la inseguridad alimentaria guarda relación con todos los factores que anteceden.

Entre otros riesgos que hay que tener en cuenta se incluyen:
- la pérdida de la vivienda y los enseres domésticos. La pérdida de vivienda puede tener carácter temporal. Sin embargo, si la indemnización se basa exclusivamente en la tasación de la casa propiamente dicha, el desplazamiento de los habitantes de asentamientos precarios puede dejar a las familias más pobres literalmente en la calle.

- el aumento de la morbilidad y la mortalidad guarda relación directa con el empobrecimiento, la pérdida de la seguridad alimentaria y la vivienda y el trauma y la presión psicológica.

- el desbaratamiento de las redes sociales tiene lugar cuando el desplazamiento causa la separación de grupos familiares y de comunidades muy unidas. La ruptura de los lazos con familiares y vecinos puede causar la pérdida de redes de apoyo social y la tentación para los jóvenes de irse a nuevos asentamientos.

- interrupción o pérdida de la educación; el desplazamiento puede interrumpir la escolaridad de los niños y causar incluso que algunos simplemente dejen de ir a la escuela. Hay que tener en cuenta las necesidades educacionales de la población. Cuando sea posible, la reubicación debe coincidir con el término del año escolar.

## Aspectos positivos
En algunos casos, sobre todo cuando el desplazamiento obedece a un proyecto planificado por el Estado, el proyecto toma en cuenta la infraestructura de las zonas del reasentamiento y, en general, el nivel de vida de la población desplazada puede subir. La construcción de una represa, por ejemplo, puede determinar la desaparición de un pueblo y la construcción de uno nuevo, más moderno y con una infraestructura más completa que la del original. El caso de Tous y el de Federación (Argentina) podrían citarse como ejemplos. Los programas de reasentamiento de refugiados se ofrecen a aquellos con necesidades especiales o que deben ser trasladados a países distintos de aquellos en los que inicialmente buscaron protección. Actualmente, 28 países ofrecen estos programas, que tienen como uno de sus objetivos la integración económica de los refugiados, mediante capacitaciones, educación y servicios de salud mental. Sin embargo, los refugiados reasentados a menudo suelen experimentar altos niveles de desempleo y pobreza.
Una revisión de 23 estudios que examinan los resultados de los refugiados que han sido parte de un programa de reasentamiento, encontró que ninguno de los estudios cumplía con los criterios de inclusión para la revisión. Por ende, no se sabe con certeza como ayudar a que los refugiados mejoren su integración económica. Esto no implica que estos programas no tengan efectos, solo que no se sabe cuáles son. Resulta sorprendente esta falta de conocimiento, dada la importancia política de tales programas, los niveles de inversión y el número de personas afectadas. Esta brecha de conocimiento debe ser superada con investigaciones más rigurosas.